# Kubában történt légi közlekedési balesetek listája
A Kubában történt légi közlekedési balesetek listája mind a halálos áldozattal járó, mind pedig a kisebb balesetek, meghibásodások miatt történt, gyakran csak az adott légiforgalmi járművet érintő baleseteket is tartalmazza évenkénti bontásban.

## Kubában történt légi közlekedési balesetek

### 1962
- 1962. október 27. 11:19 (E.D.T. idő szerint), Kelet-Kuba. Lelőttek egy U–2 típusú amerikai felderítő repülőgépet.[1]

### 2018
- 2018. május 18., Havanna közelében. Lezuhant egy Boeing 737–200 típusú utasszállító repülőgép. A balesetben 110 fő vesztette életét, 3 fő azonban túlélte a tragédiát.[2]